# Ehringhausen (Halver)
Ehringhausen ist ein Ortsteil der westfälischen Kleinstadt Halver im Märkischen Kreis mit etwa 1000 Einwohnern. 

## Lage und Beschreibung
Das ursprüngliche Straßendorf liegt östlich von Halver an der Landesstraße 892, die sich von Oberbrügge bis zur Kernstadt von Halver den Berg hinaufzieht. In den letzten Jahren sind beiderseits der Straße Neubaugebiete entstanden. Weitere Nachbarorte sind Pottheinrich, Mittelherweg, Herweger Schleifkotten und Dahlhausen.
Nach Stilllegung der Wuppertalbahn verkehrt heute im ÖPNV eine Buslinie, die eine Verbindung von Halver über Ehringhausen, Oberbrügge, Brügge nach Lüdenscheid herstellt.

## Geschichte
Ehringhausen wurde erstmals in den Jahren 900 und 1130 urkundlich erwähnt, die Entstehungszeit der Siedlung (-inghausen-Form) wird aber für den Zeitraum zwischen 500 und 550 infolge der ersten sächsischen Landnahme vermutet. Somit gehört Ehringhausen zu den ältesten Siedlungen in Halver.
Nördlich von Ehringhausen führte eine bedeutende Altstraße von Köln über Wipperfürth, Halver, Lüdenscheid, Werdohl und Arnsberg nach Soest vorbei, ein mittelalterlicher (nach anderen Ansichten vorgeschichtlicher) Handels-, Pilger- und Heerweg.
1818 lebten 53 Einwohner im Ort. 1838 gehörte Ehringhausen als Titularort der Ehringhauser Bauerschaft innerhalb der Bürgermeisterei Halver an. Der laut der Ortschafts- und Entfernungs-Tabelle des Regierungs-Bezirks Arnsberg als Dorf kategorisierte Ort besaß zu dieser Zeit eine Schule, 13 Wohnhäuser, eine Fabrik bzw. Mühle und 19 landwirtschaftliche Gebäude. Zu dieser Zeit lebten 110 Einwohner im Ort, allesamt evangelischen Glaubens.
Das Gemeindelexikon für die Provinz Westfalen von 1887 gibt eine Zahl von 202 Einwohnern an, die in 25 Wohnhäusern lebten.
Der Ort besaß eine Bahnstation an der Wuppertalbahn, die von Lennep bzw. Oberbarmen über Radevormwald nach Oberbrügge führte und in diesem Abschnitt am 30. Juni 1910 eröffnet wurde. Am 30. Mai 1964  wurde der Personenverkehr eingestellt und am 31. Juli 1995 erfolgte hier auch im Güterverkehr die Stilllegung. Die Bahnlinie befindet sich heute in diesem Abschnitt als Schleifkottenbahn im Besitz der Schleifkottenbahn GmbH, die beabsichtigt,  hier zukünftig einen innovativen Güterverkehr und langfristig eventuell (auch in Zusammenarbeit mit anderen Bahngesellschaften) wieder einen Personenverkehr einzuführen. Von der ehemaligen Bahnstation ist noch die Bahnsteigkante erhalten.